# 플람스어 공동체위원단

플람스어 공동체위원단(네덜란드어: Vlaamse Gemeenschapscommissie; VGC)은 브뤼셀 수도권 지역의 플람스인을 대표하는 기관이다. VGC는 플람스 의회에 의존적이며, 그 참사의원들은 브뤼셀 의회의 네덜란드어권 집단 의원들로, 행정부는 플람스 각료 2인과 브뤼셀 중앙정부의 플람스 차관으로 이루어진다.
VGC는 1971년 설립된 "브뤼셀 수도권 네덜란드계 문화위원회(NCC)"가 그 전신이고, 1989년 1월 12일 특별헌법에 의해 현재 형태로 설치되었다.
VGC는 브뤼셀 수도권에 사는 플람스인들의 문화, 언어, 교육, 복지를 증진하는 일을 한다. 브뤼셀의 인구는 20만 여명이고 그 중 대부분이 네덜란드어를 구사하는 플람스인이다. 단 병원에 대해서는 어떠한 권한도 없는 등 모든 분야에 권한을 행사할 수 있는 것은 아니다.
법적으로 엄밀히 따지자면 VGC는 플람스인 개개인에 대한 관할권이 아닌, 플람스 정부에서 비롯된 권한을 가지고 있을 뿐이다. 플란데런이 독립국이 아닌 바 플람스인 시민권 같은 것도 존재하지 않기 때문이다.
프랑스어 공동체위원단, 공통공동체위원단과 달리 플람스어 위원단은 입법권은 없다.